# Emmanuel Tzanes

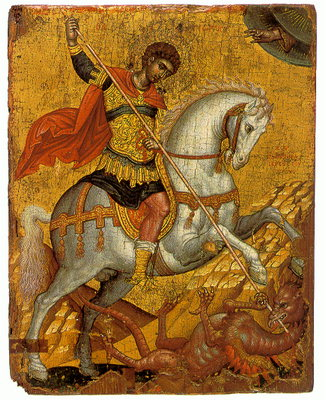
Georg tötet den Drachen, Ikone von Emmanuel Tzanes

Emmanuel Tzanes, auch Emmanuel Tzanes Bouniales (griechisch Εμμανουήλ Τζάνες Μπουνιαλής; * 1610 in Rethymno; † 28. März 1690 in Venedig), war einer der profiliertesten kretischen Ikonenmaler des 17. Jahrhunderts.
Tzanes war ein griechisch-orthodoxer Priester, der sich mit der Ikonenmalerei beschäftigte. Zunächst malte er die Ikonen entsprechend der byzantinischen Tradition, wobei er sich an den Vorbildern der großen kretischen Ikonenmaler des 15. Jahrhunderts orientierte. Jedoch adaptierte er in seinen Werken bereits früh Elemente des italienischen Manierismus.
Mit der türkischen Eroberung Rethymnos im Jahre 1646 flüchtete er zunächst nach Kefalonia und später von dort nach Venedig. In Venedig ließ er sich nieder und beschloss, für immer in Italien zu bleiben. Zu dieser Zeit gab es in Venedig bereits seit langem eine bedeutende griechisch-orthodoxe Gemeinde. Tzanes setzte seine künstlerische Tätigkeit in Venedig fort. Zudem war er Priester in der dortigen griechisch-orthodoxen Kirche San Giorgio dei Greci.